# Gwoźnica Górna
Gwoźnica Górna – wieś w Polsce położona w województwie podkarpackim, w powiecie strzyżowskim, w gminie Niebylec. Leży nad potokiem Gwoźnica dopływem Wisłoka. Najwyższy szczyt w okolicy to Patria (Wilcze), 512 m n.p.m.
W miejscowości jest zabytkowy kościół rzymskokatolicki pw. św. Antoniego z Padwy. Kościół jest siedzibą parafii św. Antoniego Padewskiego, należącej do dekanatu Czudec, diecezji rzeszowskiej. Odpust parafialny jest obchodzony 13 czerwca.
W Gwoźnicy funkcjonuje Zespół Szkół składający się ze szkoły podstawowej im. Juliana Przybosia oraz gimnazjum. W Gwoźnicy odbywały się kilkakrotnie mistrzostwa Polski w karambolu. Klub sportowy nosi nazwę Strzała-Gwoźnica.
W latach 1954–1961 wieś należała i była siedzibą władz gromady Gwoźnica Górna, po przeniesieniu siedziby i zmianie jej nazwy w gromadzie Gwoźnica Dolna. W latach 1975–1998 miejscowość administracyjnie należała do województwa rzeszowskiego.

## Części wsi
| SIMC    | Nazwa        | Rodzaj    |
| ------- | ------------ | --------- |
| 0656479 | Czarnotówki  | część wsi |
| 0656485 | Dwór         | część wsi |
| 0656491 | Góra         | część wsi |
| 0656500 | Jamne        | część wsi |
| 0656516 | Kąty         | część wsi |
| 0656522 | Kozłówka     | część wsi |
| 0656539 | Miasto       | część wsi |
| 0656545 | Na Granicy   | część wsi |
| 0656551 | Pod Jachońką | część wsi |
| 0656568 | Pod Patryją  | część wsi |
| 0656574 | Poręby       | część wsi |
| 0656580 | W Głębokim   | część wsi |
| 0656597 | Wilcze       | część wsi |

## Znani
- urodzony w Gwoźnicy Seweryn Ritter von Jelita Żelawski (ur. 25 grudnia 1837 w Gwoźnicy, Galicja, zm. 30 stycznia 1907) – austriacki feldmarszałek. Uczestnik kampanii włoskiej w latach 1859 i przeciwko Prusom w 1866. 9 maja 1896 awansowany do stopnia generała-majora, od 1 maja 1899 feldmarszałek Austrii[7].
- urodzony w Gwoźnicy Piotr Przyboś, założyciel zespołu ludowego Bukowianie.
- pochowany na miejscowym cmentarzu, wybitny poeta awangardowy i działacz kultury Julian Przyboś.